# Klaus Ofner
Klaus Ofner (n. 15 august 1968, Murau, Stiria, Austria) este un sportiv ce a reprezentat Austria, medaliat olimpic. A participat la 2 ediții ale Jocurilor Olimpice (1988, 1992) în care a câștigat o medalie de bronz.